# 奧斯曼王朝
奥斯曼王朝（土耳其語：Osmanlı Hanedanı），也称奥斯曼家族（羅馬化：Ḫānedān-ı Āl-i ʿOsmān）在1299年至1922年統治奥斯曼帝國。鄂圖曼一世開創了王朝（不包括其父埃爾圖魯爾），但直至奧爾汗·貝伊繼任蘇丹才正式稱為奥斯曼王朝，在此前都使用瑟于特這一部落名稱。為了紀念奥斯曼一世，王朝遂取名為奥斯曼王朝。
蘇丹在官方上是帝國政府及國家的首領，是唯一及絕對的統治者，蘇丹的權力往往會下放至其他官員，特別是大維奇爾。內廷被稱為最高樸特，托卡比皇宮主要作為後宮。

## 名銜

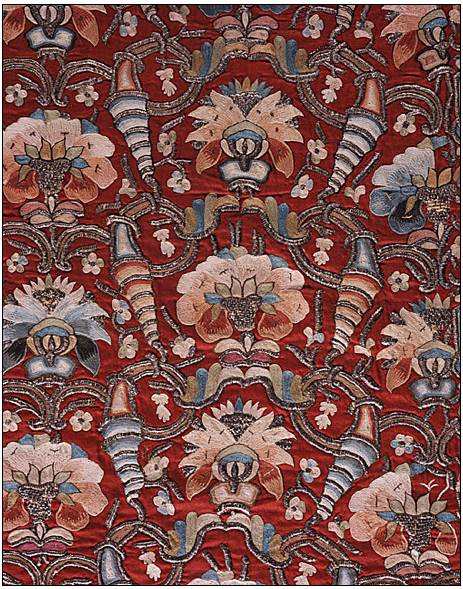
18世紀土耳其鄂圖曼帝國在理髮儀式上使用的斗篷，每當蘇丹在理髮時都會穿戴不同式樣的斗篷。光彩示人對維持帝國權威相當重要

鄂圖曼王朝的土耳其語「Osmanlı」有鄂圖曼皇室的意思。王朝的首數名統治者不稱為蘇丹，他們會用貝伊或酋長自稱，相當於土耳其語所說的埃米爾，埃米爾一詞在後來成為統治者的名號，或常用的軍階頭銜。在當時，鄂圖曼皇室仍承認羅姆蘇丹國及繼後伊兒汗國的主權。
首位以蘇丹自稱的是穆拉德一世，他於1359年至1389年間統治鄂圖曼。阿拉伯語的蘇丹是指巴格達的阿拉伯伊斯蘭王朝的權威，後來引申到多個獨立的伊斯蘭君主制國家。蘇丹這名稱較埃米爾更具權威性，卻不及馬立克（皇帝）及其源自波斯語的沙阿。1453年，鄂圖曼征服君士坦丁堡後，遂成為帝國，蘇丹穆罕默德二世取用帕德沙（國王）這稱號，意思是「眾王之王」，以示凌駕其他君主。後來鄂圖曼帝國衰落，便沒有再用這稱號。
自塞利姆一世開始，鄂圖曼帝國蘇丹成為伊斯蘭哈里發，上任哈里發是阿拔斯王朝的穆塔瓦基勒三世，也是開羅的最後一位哈里發。
蘇丹也取用了其他的名號，如「鄂圖曼皇室君主」（Sovereign of the House of Osman）、「蘇丹王」（Sultan of Sultans）、「可汗王」（Khan of Khans）等。

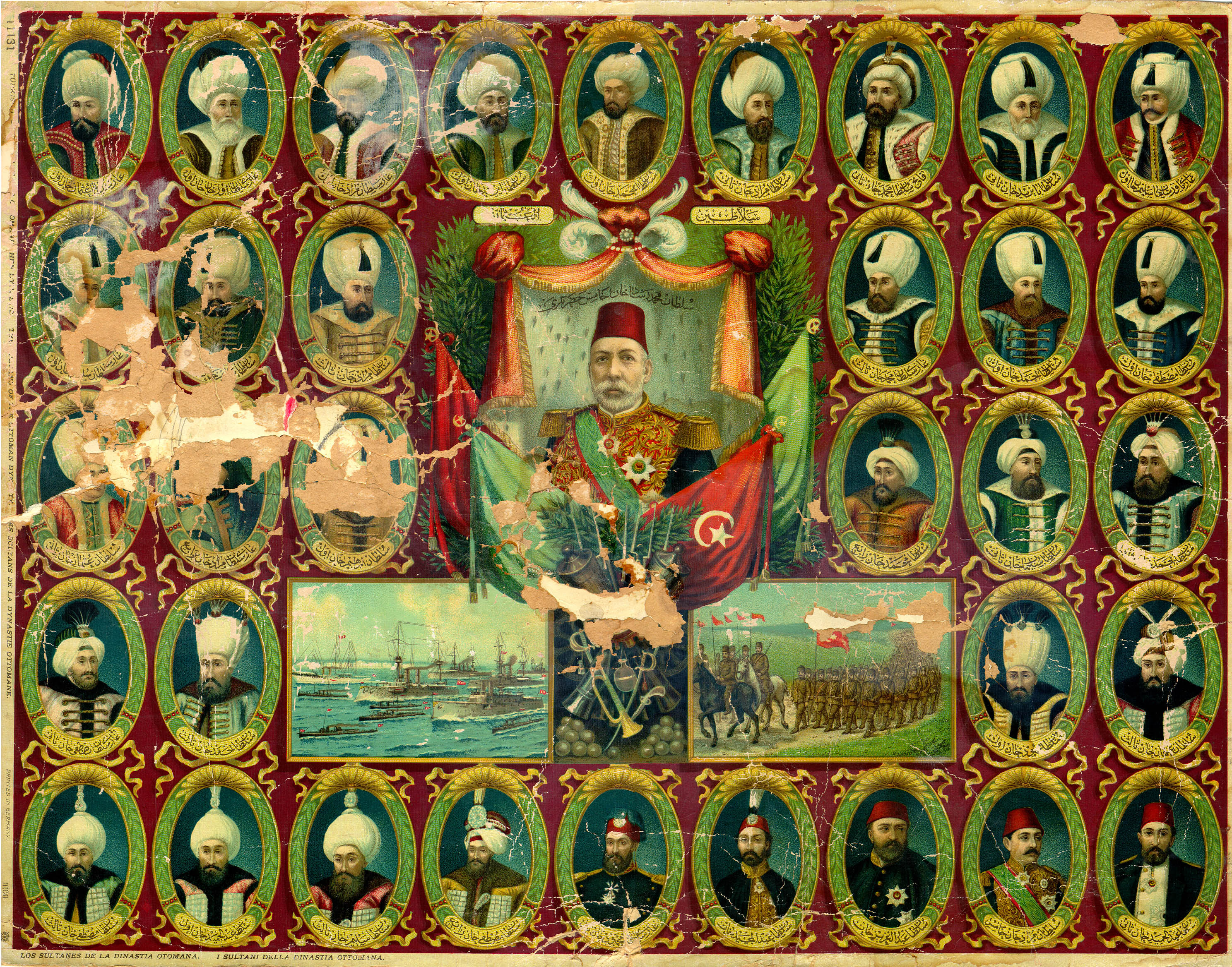
奥斯曼历任苏丹

隨著帝國的擴張，蘇丹會採用更多的名號表達帝國對吞併地區的主權。與歐洲基督敎君主國那些長長的名銜不同，鄂圖曼帝國蘇丹是逐點列舉出來的。
鄂圖曼帝國早期的一些蘇丹曾成為其他國家的附庸，如帖木兒在1402年賜予蘇萊曼·切萊比一些名號。他的弟弟穆罕默德一世結束了因鄂圖曼帝國敗於帖木兒而引致的大空位期，穆罕默德一世仍居於帖木兒的采邑。穆拉德二世則宣稱為蘇丹穆賈赫迪、可汗王、安那托利亞及魯梅利亞的大蘇丹等。